# Петц, Томас
Томас Петц (нем. Thomas Pähtz; род. 4 сентября 1956, Эрфурт) — немецкий шахматист, гроссмейстер (1990).
Двукратный чемпион ГДР: 1988 (совместно с Л. Эспигом) и 1990 (совместно с Р. Тишбиреком).
В составе сборной ГДР участник 28-й Олимпиады в Салониках (1988).
В составе различных команд участник 4-х кубков европейских клубов (1993, 1998, 2001, 2003) и 2-х командных чемпионатов мира среди сеньоров в категории 50+ (2015—2016).
Отец Элизабет Петц.

## Изменения рейтинга
| Графики недоступны из-за технических проблем. См. информацию на Фабрикаторе и на mediawiki.org. |